# Comarostaphylis discolor
Comarostaphylis discolor är en ljungväxtart. Comarostaphylis discolor ingår i släktet Comarostaphylis, och familjen ljungväxter.

## Underarter
Arten delas in i följande underarter:
- C. d. discolor
- C. d. macvaughii
- C. d. manantlanensis
- C. d. rupestris